# An Innocent Magdalene
Pour plus de détails, voir Fiche technique et Distribution.
An Innocent Magdalene est un film muet américain réalisé par Allan Dwan, sorti en 1916.

## Synopsis
Quand le Colonel Raleigh, un aristocrate du Sud, refuse que sa fille Dorothy se marie avec Forbes Stewart, un joueur nordiste, le couple s'enfuit. Peu après Dorothy tombe enceinte, et Forbes promet de s'amender, mais il est arrêté et passe un an en prison. Pendant ce temps, juste avant la naissance du bébé, une femme se présente à Dorothy comme étant l'épouse de Forbes. Stupéfiée, Dorothy retourne chez son père, mais celui-ci la rejette, et elle donne naissance à son bébé que tout le monde croit illégitime. Convaincue qu'elle a péché, Dorothy est sur le point de se suicider quand Forbes, juste sorti de prison, la retrouve et lui explique que l'autre femme n'est qu'une ex-fiancée qui voulait simplement le retrouver.

## Fiche technique
- Titre original : An Innocent Magdalene
- Réalisation : Allan Dwan
- Scénario : Roy Sumerville, d'après une histoire de Granville Warwick
- Chef opérateur : Victor Fleming
- Société de production : Fine Arts Film Company
- Société de distribution :  Triangle Film Corporation
- Pays de production :  États-Unis
- Langue : anglais
- Format : Noir et blanc - 35 mm - 1,37:1 -  Muet
- Genre : drame
- Durée : 5 bobines
- Date de sortie :
  - États-Unis : 18 juin 1916

## Distribution
- Lillian Gish : Dorothy Raleigh
- Spottiswoode Aitken : Colonel Raleigh
- Sam De Grasse : Forbes Stewart
- Mary Alden : la femme
- Seymour Hastings : le prêcheur
- Jennie Lee : Mammy
- William De Vaull : le vieux Joe